# Saurita mora
Saurita mora är en fjärilsart som beskrevs av Druce 1897. Saurita mora ingår i släktet Saurita och familjen björnspinnare. Inga underarter finns listade.